# Gladna Montană, Timiș
Gladna Montană este un sat în comuna Fârdea din județul Timiș, Banat, România. Se află în partea de est a județului, la circa 15 km sud de orașul Făget, într-o mică depresiune de la poalele Munților Poiana Ruscă. Este traversată de drumul județean DJ681 Făget - Fârdea.
Se învecinează la nord cu Drăgșinești, la nord-vest cu Mâtnicu Mic, la vest cu Fârdea și la est cu Gladna Română, între dealurile cu denumire populară: Brăinu, Cuculeu, Ilițaru, Fața băni și Țânțaru.

## Nume
Pare evident că numele comunei se afiliază la existența ducatului lui Glad.
Numele lui a fost menționat pentru prima dată în 1454 sub numele de Gladnya, Felsö-Gladna, Also-Glanda [Gladna]. În 1464 Gladna, în 1466 pr. De asemenea, Gladna, în 1514-1517 op. Gladna, Gladnycza, Gadana în 1617, Gladna Oláh, Gladna din Germania, Gladnabánya, Gladna (germană) în 1808, Galadnabánya în 1913.
Denumirea populară românească a satului este Bánya, din maghiarul bánya care se traduce prin cuvantul „mină” - mai precis, mină de aur.

## Istoric
Prima atestare documentară a Gladnei Montane datează din 1454, pe când era proprietatea lui Iancu de Hunedoara. În conscrierea din 1690-1700 aparținea de districtul Făget iar la 1717 avea 40 de case și se numea Gladana. Până la 1784 istoria sa se contopește cu cea a Gladnei Române, însă din acest an se trasează noi hotare și cele două așezări se despart. Pe lângă românii majoritari, aici au început să se așeze și germani veniți pentru minerit și proveniți din Rusca, Oravița, Reșița, Bocșa și alte localități din Banat. Din acest motiv s-a numit un timp „Gladna Germană”. Spre sfârșitul secolului XIX germanii rămași abia depășeau 10% din populație, iar în perioada următoare localitatea a redevenit aproape complet românească.
În Evul Mediu, Galadnabánya aparținea județului Krasó (Caraș-Severin). 
Sec. XVIII - la Gladna Montană se află ruinele unei cetăți construite pe timpul voievodului Glad.
În perioada dominației austro-ungare, la Gladna Montană, au funcționat mine de exploatare cupriferă și auriferă, si forje de prelucrare a minereului.
Înainte de Tratatul de pace de la Trianon, el a aparținut orașului Fasadi din județul Krassó-Szörény (Caraș-Severin).
Prima școala cu predare în limba română a fost înființata (aprox 1920-1925) de către profesorul Musteța - informatie transmisa prin viu grai, neverificata.
Biserica de lemn din Gladna Montana cca 1941 - Arhivele Nationale Timis
Intrarea în baia lui Kapkotis (mina) a fost vizibilă până nu demult.

## Populația
În 1851, Elek Fényes a scris despre așezarea: „Német-Gladna, în județul Krasó, 75 de catholici, 146 de locuitori din vechime, cu o biserică veche. Se află la poalele dealului Bagyos, cu mine de cupru și de fier, cu păduri de stejar frumoase, cu terenuri mediocre”.
În 1910, au fost 265 de români, 27 de germani și 25 de maghiari din 317 de locuitori. Dintre acestea, 265 de ortodocși greci, 49 de romano-catolici.
La recensământul din 2002, satul Gladna Montană avea 146 locuitori, din care 144 români și 2 de alte naționalități.

## Biserica ortodoxă din Gladna Montană, galerie de imagini

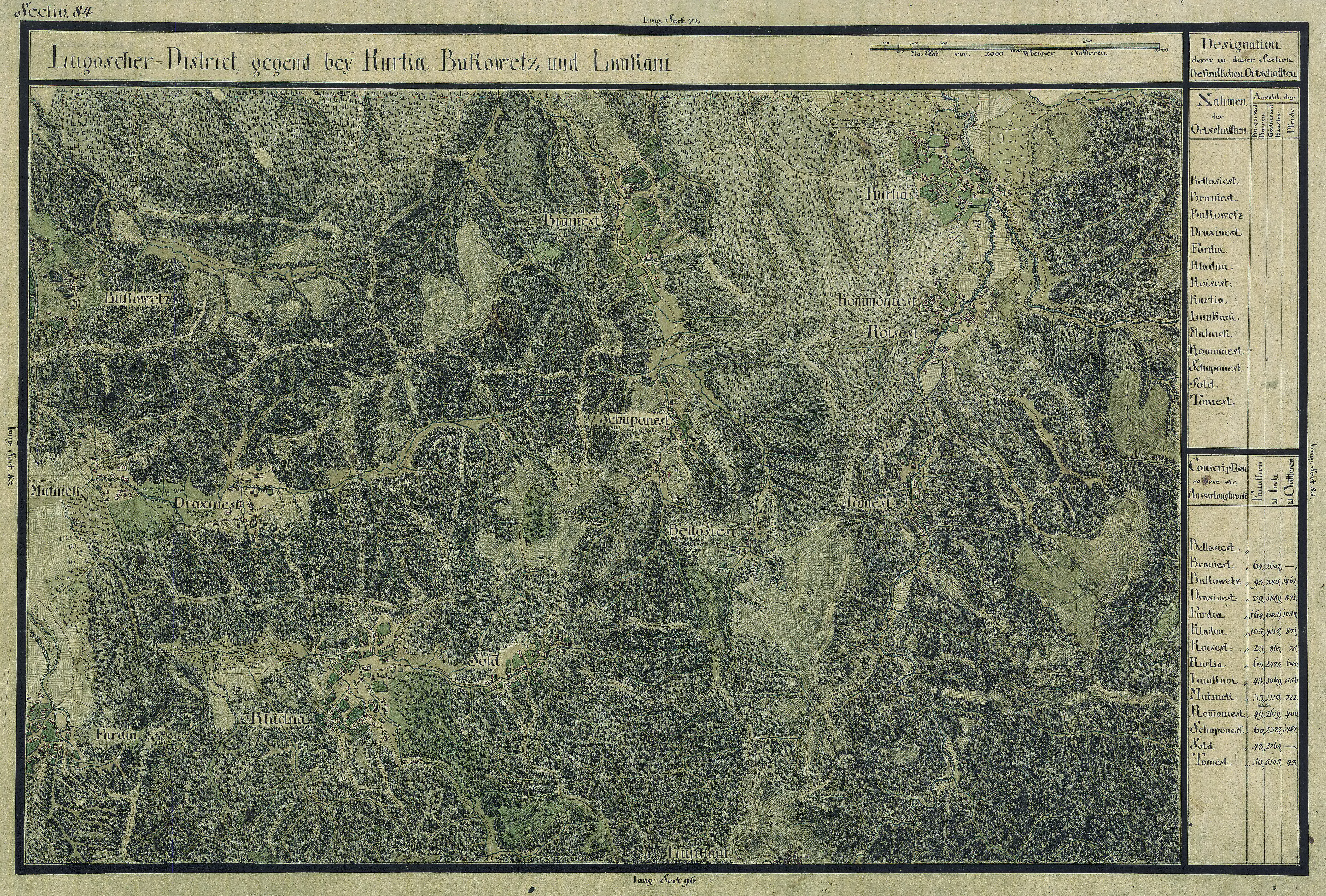
Gladna Montană în Harta Iosefină a Banatului, 1769-72

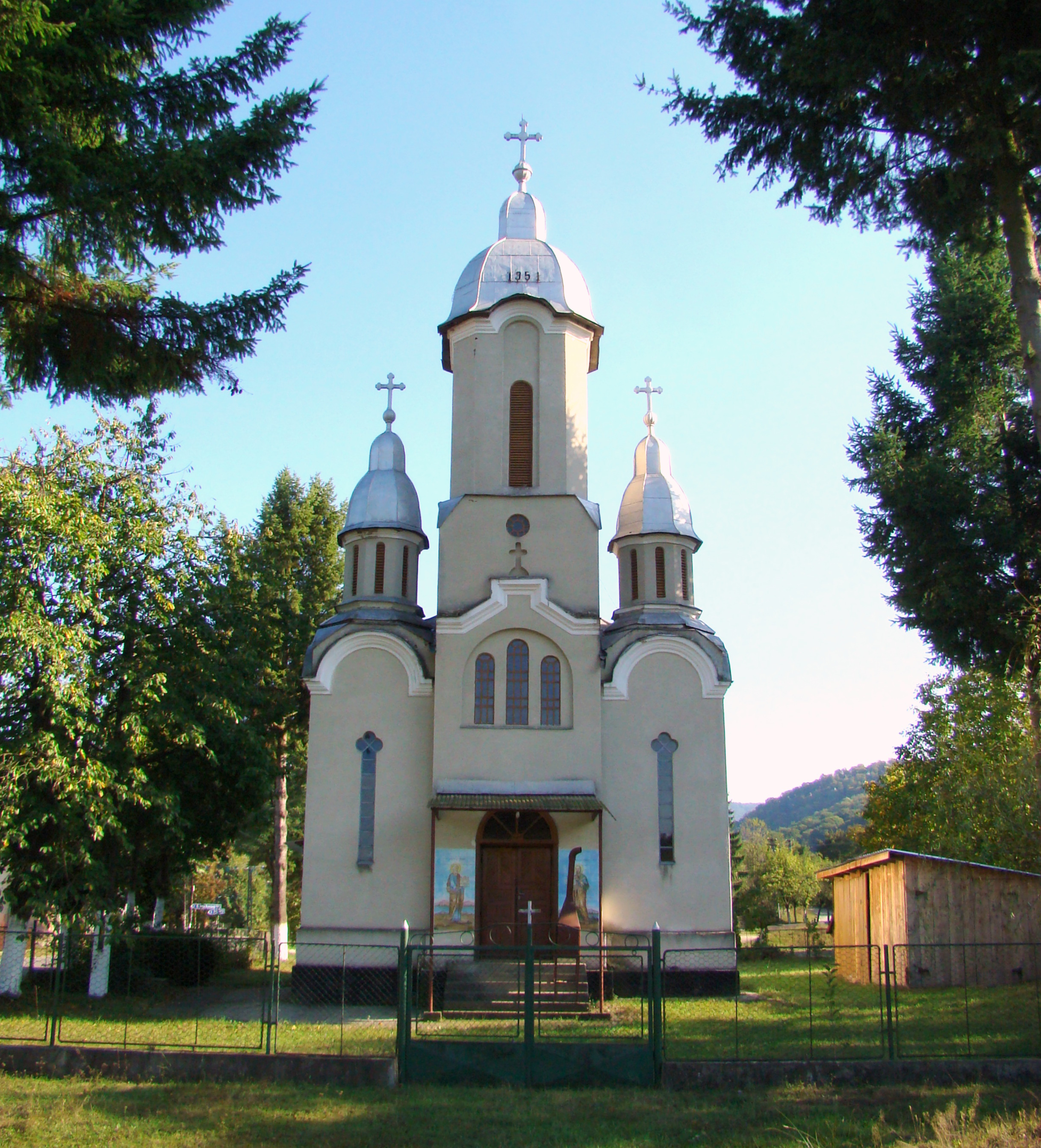
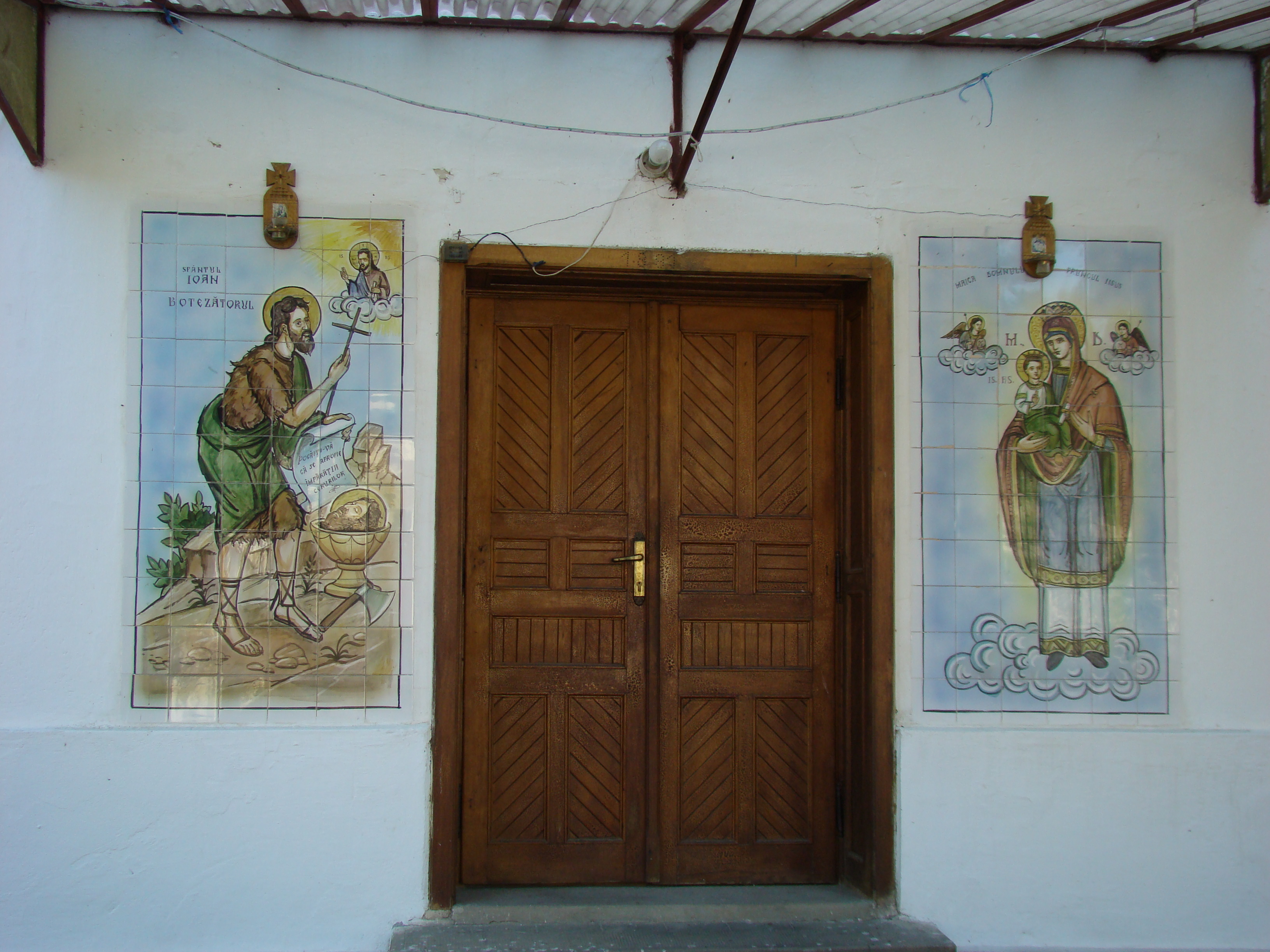